# Romersk-persiska krigen
Romerskpersiska krigen var en serie med konflikter mellan Romarriket och de olika dynastierna i Perserriket som partiska- och Sassandinska dynastin. Krigen, som började under Romerska republiken 92 f.Kr. fortsatte under det Romerska kejsardömet och det Bysantinska riket fram till år 627. För nästan sju århundraden efter det att det första slaget ägde rum mellan de två imperierna i Slaget vid Carrhae 53 f.Kr. tog de romerskpersiska krigen slut i och med den Islamiska expansionen. 